# 더 잼
더 잼(The Jam)은 영국의 모드 리바이벌 / 펑크 록 밴드로 1972년 써리 지역의 쉬어워터 중학교에서 결성되어 1970년대에서 1980년대 초까지 활동했다. 잼은 1977년 데뷔 앨범에서부터 1982년 12월 해체할 때까지 발표한 곡들이 영국에서 18회 연속으로 톱 40에 들었다. 이 중에서 "That's Entertainment"와 "Just Who Is the 5 O'Clock Hero?"는 영국에서 가장 많이 팔린 싱글들 중에 들어간다. 한 장의 라이브 앨범과 여섯 장의 정규 앨범을 내놓았는데 마지막 앨범인 <The Gift>는 영국 앨범 차트 1위에 올랐다. 1982년 해체하면서 이들의 싱글 15곡이 재발매되었고 모두 톱 100에 들어갔다.
1960년대의 영국 팝 밴드들과 대조되는 1970년대 중반의 영국 펑크 록의 빠른 템포와 "거친 젊은이들"의 이미지를 갖고 있던 잼은 1960년대 주류 록과 알앤비의 사운드를 통합하였고 특히 당시 더 후와 킹크스, 미국 모타운 음악에서 영향을 받았다. 이를 통해 잼은 1970-80년대 초기 모드 리바이벌 운동의 최전선에 섰다. 가사의 많은 부분이 노동자 계층의 이야기를 다루었으며 전기 작가인 숀 이건에 의하면 "사회적 저항과 문화적 진정성을 차트의 정상으로 끌어 올렸다"고 평해진다.
잼은 활동하면서 다양한 스타일로부터 영향을 받았는데 1960년대의 비트 음악, 소울, 리듬 앤 블루스, 사이키델릭 록에서부터 1970년대의 펑크와 뉴 웨이브 등이 있다. 이들은 멜로디에 중점을 둔 팝송과 짙은 영국 색체, 모드 이미지로 특징지어진다. 이 밴드를 통해 폴 웰러의 음악 여정이 시작되었는데 이는 이후 솔로 활동으로 이어진다. 웰러는 잼의 곡 대부분을 쓰고 노래했으며 리켄배커 330 기타로 솔로까지 섭렵했다. 브루스 폭스톤은 백보컬과 두드러진 베이스 라인을 통해 잼 노래들의 기초를 담당했는데 그 중 "Down in the Tube Station at Midnight", "The Eton Rifles", "Going Underground", "Town Called Malice"가 유명하며 대부분 리켄배커 4001이나 펜더 프리시전 베이스 기타를 사용했다.

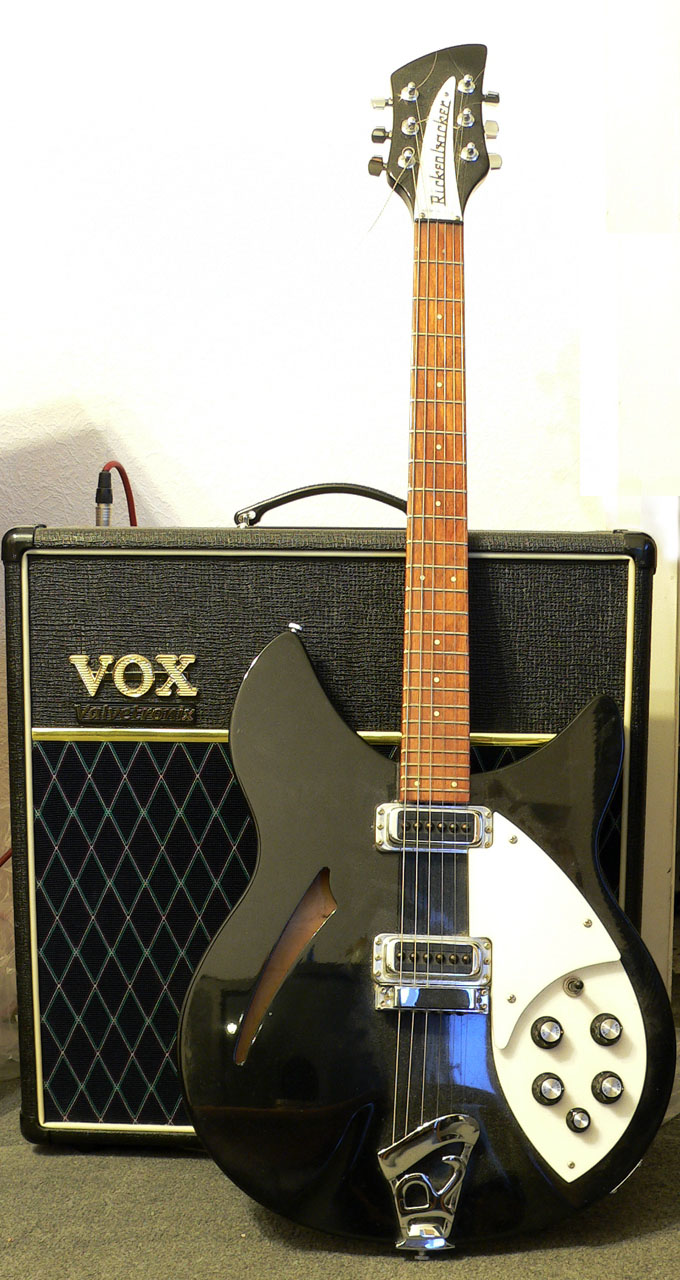
리켄배커 330 기타. 폴 웰러는 녹음과 공연에서 자주 이 기타를 연주했다.

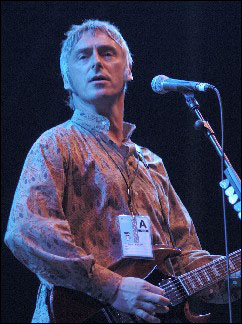
2000년대 공연 중인 폴 웰러

## 역사

### 형성기 (1972–1976년)
잼은 1972년 영국 써리의 워킹에서 결성되었다. 당시에는 폴 웰러가 베이스와 리드 보컬을 맡고 있었고 쉬어워터 중학교의 여러 친구들이 거쳐 갔다. 당시 멤버로 기타리스트와 보컬에 스티브 브룩스, 드럼에 릭 버클러였다. 초기에는 척 베리나 리틀 리처드 같은 미국 록앤롤을 연주했는데 어느 날 웰러가 더 후의 데뷔 앨범 <My Generation>을 발견했고 이후 모드 음악과 라이프 스타일에 푹 빠지게 된다. 후에 그는 "66년도에 모드를 통해서 나는 곡을 쓰는 시점을 발견하게 되었다. 우리는 옷을 사입고 모타운, 스택스, 아틀란틱의 곡들을 연주했다. 리켄배커 기타와 람브레타 GP 150 스쿠터를 구입했고 스티브 매리엇의 헤어스타일을 흉내냈다"고 했다. 그러다가 브룩스가 밴드를 떠나게 된다. 그때까지는 웰러가 베이스를 연주했고 폭스톤이 세컨드 기타였는데 폭스톤을 설득하여 베이스를 맡게 하고 더 후의 피트 타운젠드와 같은 리드/리듬 기타를 결합한 스타일을 추구하게 된다. 이렇게 하여 웰러, 폭스톤, 버클러가 멤버가 되어 잼의 활동 기간 내내 유지된다.
잼이 활동하는 동안 매니저는 웰러의 아버지인 존 웰러가 맡았고 2009년 사망할 때가지 폴 웰러의 매니저로 활동했다.
이후 2년 간 잼은 런던에서 작은 공연들을 하며 약간의 팬층을 형성했고 초기 펑크계의 새로운 얼굴로 등장하게 된다. 여러 가지 면에 있어 이들은 두각을 나타냈는데 짧은 머리, 시끄러운 볼륨, 번개같이 빠른 템포 등 소위 "거친 젊은이들"의 면모를 갖고 있기는 했지만 다른 펑크 밴드들이 찢어진 옷을 입고 있을 때 이들은 깔끔하게 재단된 수트를 입었고 프로같은 연주를 보여주었으며 다른 밴드들은 경멸해 마지 않던 1960년대의 록의 영향을 받은 음악을 들려주었기 때문이었다. 평론가들이 이들을 "복고주의자"라고 칭할만 했다. 1977년 초 잼은 폴리도르 레코드와 계약한다.

### 초기 녹음들 (1977년)
1977년 4월 29일 폴리도르는 잼의 데뷔 싱글 "In the City"를 발매했고 이는 영국 톱 40에 진입한다. 5월에 나온 데뷔 앨범 <In the City>는 더 클래쉬나 섹스 피스톨즈와 같이 빠르고 시끄러우며 날카로운 곡들로 이루어져 있었다. 당대의 다른 밴드들과 다른 점이라면 1960년대 록 영향이 담겨져 있었다는 점이다. 잼은 래리 윌리엄스의 "Slow Down"과 1960년대 배트맨 TV 시리즈 주제곡을 리메이크 했는데 이는 60년대 록 밴드들의 스탠다드 곡이기도 했다. 이들의 자작곡들은 모타운 레코드, 비틀즈, 더 후의 영향이 짙게 느껴졌다.
정치적인 가사들도 있었는데 "In the City"에서 경찰의 만행을 규탄했고 "Bricks And Mortar"에서는 팽창주의적 발전을 비판했다. 가장 정치적인 곡으로는 "Time For Truth"가 있는데 대영제국의 쇠퇴를 한탄하며 총리인 제임스 캘러헌을 "엉클 지미"라고 하며 모욕적인 내용을 담았다. 이러한 친제국 정서와 영국 국기를 과시함으로 잼은 "보수적"이라는 꼬리표를 달게 되었다.
싱글 "All Around the World"가 영국 톱 10에 근접하면서 잼은 짧은 시간에 강력한 팬층을 형성하게 되고 더 많은 곡을 더 빨리 만들어 내야 하는 압박을 받게 된다. 이렇게 두 번째 앨범 <This Is the Modern World>가 1977년 발매된다. 웰러보다는 곡을 많이 쓰지 않는 브루스 폭스톤의 곡 2개가 앨범에 포함되었는데 평이 좋지 않았고 이후 점차 웰러가 거의 모든 곡을 쓰게 된다.

### <All Mod Cons> (1978년)
1978년 3월, 잼은 폭스톤이 쓰고 노래한 곡 "News of the World"를 싱글로 내놓았고 영국 차트 27위에 오르면서 당시까지 두 번째로 성공한 싱글이 되었다. 이 곡은 폭스톤의 곡들 중에서 유일하게 A-사이드에 들어간 곡이다. 세 번째 앨범을 위해 스튜디오 작업을 시작했을 때 폭스톤이 쓴 곡들이 제작자로부터 퇴짜를 맞으면서 다시 웰러가 영감을 얻을 때를 기다리며 작업은 미뤄지게 된다. "News of the World"는 BBC TV의 "Mock the Week"이라는 프로그램의 오프닝 음악으로 쓰이고 있다.
고향인 워킹으로 돌아온 웰러는 킹크스의 음악을 집중적으로 들으면서 새로운 곡들을 썼고 싱글 "David Watts"와 "A Bomb in Wardour Street"을 출시했는데 "David Watts"는 킹크스 곡을 리메이크 한 것이었고 "A Bomb in Wardour Street"는 웰러의 곡이었다.
그리고 다음 싱글 "Down in the Tube Station at Midnight"에 가서야 잼은 이전의 명성을 회복하게 된다. 이 시기에 잼은 두 명의 제작자를 빅 커퍼스미스-헤븐 한 명으로 줄였으며 그는 기타 하모니와 어쿠스틱 색체를 잼의 사운드에 도입하였고 1978년 세 번째 앨범 <All Mod Cons>를 내놓는다.

### <Setting Sons>와 <Sound Affects> (1979–1981년)
새로운 앨범이 나오기 전에 나온 싱글 "The Eton Rifles"가 영국 차트 3위에 오르면서 잼의 첫 번째 톱 10 싱글이 되었고 1979년 11월에 앨범 <Setting Sons>가 나오면서 다시금 성공을 거두었고 미국 차트에도 처음으로 진입하여 빌보드 200의 137위에 올랐다. 이 앨범은 처음에는 세 명의 어릴 적 친구들의 이야기를 담은 컨셉트 앨범으로 시작했다가 이후에는 흐지부지 되었다. 많은 곡들이 정치적 함의를 담고 있었는데 "The Eton Rifles"는 좌익 사회주의 노동자당이 시작한 캠페인인 노동권 행진에서 시위대와 이튼 칼리지 학생들 간의 충돌에서 영감을 받았고, "Little Boy Soldiers"는 반전을 다루었다. 이 앨범에서 주목을 받은 또 다른 곡은 브루스 폭스톤이 쓴 "Smithers-Jones" 였는데 전자 록 풍의 싱글 B-사이드로 나왔다가 앨범에서는 현악기 편곡으로 바뀌었고 폭스톤의 곡 중 최고로 손꼽힌다.
<Sound Affects> 앨범은 1980년 11월 발매되었다. 폴 웰러는 비틀즈의 <Revolver>와 마이클 잭슨의 <Off The Wall>에서 영향을 받았다고 했다. "Monday"와 "Man in the Corner Shop", 그리고 어쿠스틱 풍의 "That's Entertainment"와 같은 곡들에서 리볼버 시절의 소용돌이치는 사이키델리아 영향을 느낄 수 있다. 웰러에 의하면 "That's Entertainment"라는 곡은 술집에서 취해 돌아온 후 15분 만에 노동자들의 고단한 삶에 대한 씁쓸한 단상을 곡으로 쓴 것이었는데 수입 싱글이었음에도 불구하고 영국 차트 21위에 오르는 전대미문의 결과를 냈으며 오늘날 잼의 가장 유명한 노래다. 미국에서 기대한 만큼 상업적 성공을 거두지는 못했지만 미국 매거진인 롤링 스톤은 이 곡을 역대 가장 위대한 500곡에 포함시켰다.
싱글 "Start!"는 앨범 이전에 출시되어 1위에 올랐는데 베이스 라인과 리듬 기타, 기타 솔로가 비틀즈 <Revolver> 앨범에 담긴 "Taxman"과 유사하지만 완전히 다르게 편곡되었다. 마이클 잭슨을 포함한 당대의 미국 알앤비의 영향은 전 앨범에 걸쳐 버클러의 비트에 반영되었고 특히 "Pretty Green" 같은 곡에서는 폭스톤의 펑크 풍의 베이스 라인에서 뚜렷이 보여진다. 이 앨범은 포스트 펑크 밴드들인 와이어, XTC, 조이 디비전, 갱 오브 포 등에 영향을 끼친다. 이 앨범으로 영국 2위와 미국 빌보드 72위에 오르면서 미국에서 가장 성공한 앨범이 되었다.

### <The Gift>와 해체 (1981-1982년)
1982년 잼의 마지막 정규 앨범 <The Gift>가 발매되었고 영국 차트 1위와 미국 빌보드 핫 100 차트에 16주간을 머물면서 엄청난 성공을 거둔다. 이 앨범에는 소울, 펑크(funk), 알앤비 스타일의 곡들이 담겼고 히트곡 "Town Called Malice"는 모타운 스타일의 베이스 라인과 슈프림스의 "You Can't Hurry Love"과 비슷한 분위기의 곡이었다. 영국의 작고 짓밟힌 마을에서의 고된 삶에 대한 사실적인 묘사를 담은 이 곡은 폴 웰러가 지금껏 솔로 활동을 하면서 부르는 몇 곡 안되는 잼 곡들 중 하나다. 이 곡이 1위에 오르면서 잼은 톱 오브 더 팝스 프로그램에 나와 더블 A-사이드 싱글로 나왔던 "Precious"와 함께 두 곡을 불렀는데 이는 비틀즈 이래 처음 있는 일이었다. 이어 현악기가 나온 소울 발라드곡 "The Bitterest Pill (I Ever Had to Swallow)"가 2위를, 그리고 "Beat Surrender"가 1위를 차지한다.
그런데 1982년 10월 30일 폴 웰러가 짧은 영국 투어를 마치면 잼을 해산한다는 발표를 하자 모두 놀라게 된다. 웰븜리 아레나에서의 5차례 공연 티켓은 20분만에 매진되었고 예정된 투어를 마치고도 공연에 대한 요청이 쇄도하자 1982년 12월 11일 브라이튼 컨퍼런스 센터에서 마지막으로 한 차례 더 공연을 하였다.
잼을 해산하기로 한 것은 폴 웰러의 결정이었다. 당시에 그는 단지 현재 성공적이라고 해서 최대한 밴드를 계속해야 한다는 생각이 싫었다고 설명했다. 이후 2015년 잼에 대한 다큐멘터리를 제작할 때 웰러는 "내가 다른 것을 할 수 있는지를 알고 싶었다. 아직도 나는 우리가 적절한 때에 그만두었다고 확신한다. 우리가 해 낸 것들에 대해 자랑스러워 하지만 그것을 희석시키거나 끝없이 계속하다가 민망한 지경에 이르고 싶지 않았다. 우리는 최전성기에서 내려놓았다. 나는 우리가 상업적으로, 또 예술적으로 하고자 했던 것들을 모두 이루었다고 생각한다"고 했다. 이 결정은 매니저였던 웰러의 아버지가 1982년 여름에 다른 멤버들에게 알렸고 밴드를 계속하고 싶었던 버클러와 폭스톤에게는 충격이었다. 버클러는 2012년 한 인터뷰에서 "그 해 말까지 우리는 마치 차를 몰고 벼랑으로 달리고 있는 듯했다. 그러면서 계속 폴이 생각을 바꿀 수도 있다는 희망회로를 돌리고 있었다"고 했다. 버클러와 폭스톤은 당시를 쓰라린 경험이었다고 했으나 이후 완전히 받아들일 수는 없으나 이해한다고 했다.
해산 이후 폭스톤은 거의 20년간 웰러와 말을 섞지 않았고 버클러도 2015년에 그때 이후 웰러와는 얘기해 본 적이 없다고 했다. 이 둘은 1983년과 1984년에 웰러와의 만남을 수 차례 시도했었다. 고별 투어가 끝나갈 즈음 폴리도르에서는 지난 5년 간의 공연에서 발췌한 라이브 앨범 <Dig the New Breed>를 발매했고 상업적 성공을 거두었으나 평은 갈렸다. 마지막 공연 이후 폴리도르에서는 잼이 내놓았던 싱글 16개를 재발매하였고 이 중 9개는 영국 차트에 재진입하기도 했다.

### 잼 이후 (1983–2006년)
1983년 초 폴 웰러는 키보드 주자인 믹 탈봇과 함께 스타일 카운슬(The Style Council) 이라는 새로운 밴드를 결성한다고 발표했다. 그리고 이들은 1989년 해체한다. 이후 그는 솔로로 성공적인 활동을 이어간다.
브루스 폭스톤은 솔로 싱글 "Freak"을 발매하여 1983년 영국 차트 23위에 올랐고 1984년 솔로 앨범 <Touch Sensitive>을 내면서 다수의 싱글을 내놓았으나 모두 톱 40에 진입하지 못했다.
릭 버클러는 타임 UK라는 밴드를 조직하고 세 장의 싱글을 내고는 해산했다. 1986년 버클러와 폭스톤은 샤프라는 이름으로 싱글 "Entertain Me"를 냈다.
1997년 발매된 5장의 CD로 구성된 박스 세트 <Direction Reaction Creation>에는 잼의 모든 정규 발매곡들과 함께 희귀곡들이 담겼고 영국 차트 8위에 올라 박스 세트로는 이례적인 기록을 세웠다. 2002년 버진 라디오에서 청취자들이 선정한 톱 100 역대 영국 음악 아티스트들 중에 잼은 5위를 차지했다. 웰러는 스타일 카운슬로 93위에, 그리고 솔로 아티스트로 21위에 이름을 올렸다.
2006년에 릭 버클러는 샤프 이후 수년 동안 활동을 하지 않다가 기프트라는 밴드를 조직하고 잼의 음악들을 연주했다. 같은 해 브루스 폭스톤은 기프트와 함께 공연하기도 했는데 결성 30주년이었던 2007년에 잼이 재결합한다는 소문이 돌기도 했다.
잼 해산 이후 웰러와 폭스톤은 20년간 서로 대화가 없었으나 2006년 6월 더 후의 하이트 파크 공연 시 무대 뒤에서 만나 10분 정도 대화를 나누고 서로 포옹한 뒤 헤어졌다고 한다. 폭스톤은 2009년에 둘이 다시금 친구가 되었다고 했고 2010년 초에 나온 웰러의 솔로 앨범 <Wake Up the Nation>에 담긴 두 곡에 폭스톤이 참여했다. 2010년 5월에는 28년 만에 처음으로 둘이 런던 알버트홀에서의 공연에 나와 세 곡을 함께 했다. 하지만 잼의 재결합에 대해서 폭스톤은 선을 그었다.

## 구성원
- 폴 웰러 (Paul Weller) – 보컬, 리드 기타, 베이스 기타, 키보드, 백보컬
- 릭 버클러 (Rick Buckler) – 드럼, 퍼커션
- 브루스 폭스톤 (Bruce Foxton) – 보컬, 베이스, 리듬 기타, 백보컬